# Ремонтопригодность
Ремонтопригодность — свойство объекта техники, характеризующее его приспособленность к восстановлению работоспособного состояния после отказа или повреждения.
Изделие или система, ремонт которых на стадии эксплуатации возможен, называются восстанавливаемыми. В противном случае, когда ремонт не проводят по техническим или экономическим причинам, их называют невосстанавливаемыми. Если затраты на ремонт равны почти половине стоимости нового изделия, то изделие не ремонтируют. Примером невосстанавливаемой системы является космический аппарат. По экономическим причинам невосстанавливаемы, например, шарикоподшипники, так как технологически их воспроизводство значительно дешевле ремонта. Существуют изделия, например, авиационные шины или лопатки газотурбинных двигателей, восстановление которых технически и экономически целесообразно, однако запрещено по соображениям безопасности.
В сложившейся отечественной практике частное свойство ремонтопригодности входит в состав комплексного свойства надёжности и применяется в основном для простых изделий (бытовая техника и т. п.). Для сложных изделий (больших технических систем для авиации, космоса, морской техники и т. п.), требующих большого объема работ по техническому обслуживанию (ТО) и ремонту: по контролю технического состояния, по профилактике отказов и повреждений, по плановому восстановлению исправности путем планового ремонта и т. п., — вместо свойства ремонтопригодности как части понятия надёжности на стадиях жизненного цикла изделия используют два других свойства: эксплуатационной и ремонтной технологичности изделия и его подсистем. Первое характеризует приспособленность конструкции к плановому и неплановому ТО на стадии эксплуатации, а второе — её приспособленность к плановому капитальному ремонту, являющемуся отдельной стадией жизненного цикла.

## Показатели ремонтопригодности
- Вероятность восстановления работоспособного состояния — вероятность того, что время восстановления работоспособного состояния не превысит заданного.
- Среднее время восстановления работоспособного состояния — математическое ожидание времени восстановления.
- Интенсивность восстановления работоспособного состояния — условная плотность вероятности восстановления работоспособного состояния объекта, определенная для рассматриваемого момента времени при условии, что до этого момента восстановление не было завершено.

## Качественные характеристики ремонтопригодности
- Простота и удобство разборки и сборки руками или с минимальным набором инструментов
- Заложенное при конструировании деление изделия на легко заменяемые элементы (модули, блоки)
- Комплектование изделия обоснованным при его создании набором запасного имущества, инструмента, расходных материалов
- Возможность быстрого поиска подлежащего замене элемента отказавшего изделия
- Наличие понятных и полных указаний по ремонту в составе технической документации

## Потребительская ремонтопригодность
Потребительская ремонтопригодность, ремонтопригодность для конечных пользователей — это мера степени и легкости, с которой изделие может быть отремонтировано и поддержано конечными потребителями. Ремонтопригодные изделия ставятся в противовес морально устаревающим или изделиям, разработанным с плановым устареванием.

### Индекс ремонтопригодности
Некоторые частные организации и компании, в основном связанные с борьбой за право на ремонт, присваивают продуктам баллы ремонтопригодности, чтобы сообщить потребителям, насколько ремонтопригоден продукт.

#### Франция
С 2021 года для всех электронных устройств, преподаваемых во Франции, потребители должны получать сведения об их индексе ремонтопригодности (франц. Indice de réparabilité), который показывает степень ремонтопригодности продукта по шкале от 0 до 10. Это мера направлена, в первую очередь, для предотвращения корпоративного greenwashing и поощрения экологической прозрачности. Продукты оцениваются по 5 ключевым областям: документация, разборка, доступность запасных частей, цены на запасные части и особенности продукта.

#### Ограничения
Сам по себе процесс подсчета индекса ремонтопригодности не является абсолютно надёжным — в настоящее время производители самостоятельно отчитываются о своих индексах в регулирующие органы практически без государственного надзора, обеспечивающего правильный расчет индекса. Например, производители смартфонов и ноутбуков могут получить дополнительный балл в индексе, просто задекларировав, что потребителям предоставляется информация об обновлениях безопасности или программного обеспечения.

#### Последствия
Принятое недавно во Франции законодательство, требующее декларации индексов ремонтопригодности, повлекло некоторые положительные эффекты. Например, Samsung теперь предлагает потребителям бесплатное онлайн-руководство по ремонту для своего смартфона Galaxy S21+, пытаясь повысить его индекс ремонтопригодности. Применение французских законов об индексе ремонтопригодности подтолкнуло Samsung к выпуску этого руководства, чего потребители добивались от компании в течение длительного времени. Напротив, для американских потребителей руководство по ремонту на английском языке так и не не предоставляется, поскольку законодательство США не побуждает Samsung выпускать такое руководство.

#### Оценки известных устройств
Модели Apple iPhone 12 получили 6,0 баллов, а модели iPhone 11 — 4,5 из 10 по шкале индекса ремонтопригодности; MacBook Air 2021 года набрал 6,5 балла, а MacBook Pro 2021 года — 5,6 балла. Google Pixel 4a набрал 6,3 балла. На данный момент средний показатель ремонтопригодности колеблется на уровне 5,4 из 10.

### Комментарии
1. ↑  За исключением орбитальных станций и телескопов